# Cineas
Cineas là một người Thessaly thời Hy Lạp cổ đại, rất uyên bác thâm sâu. Theo tiểu sử Pyrros của Plutarchus, ông từng là đồ đệ của nhà hùng biện lừng danh Demosthenes, và là một nhà hùng biện tài năng rất hiếm có trong thời đại. Vua xứ Ipiros là Pyrros rất khâm phục ông, thường phái ông làm Sứ thần đến các nước khác. Pyrros thường nói rằng, tài hùng biện của Cineas mang lại cho vua nhiều thành phố còn hơn chính thanh gươm sáng loáng của vua. Do đó, vua hết sức trọng dụng ông và phong ông làm đệ nhất mưu sĩ của ông.
Bấy giờ, do người La Mã xâm lược thành phố Tarentum, do đó họ cầu cứu Pyrros. Cineas nhận thấy vua đang hết sức sốt sáng với việc triệu tập ba quân lên đường chinh chiến, vào một hôm, thấy vua đang rãnh rồi, ông vào yết kiến là đàm thoại của vua. Người mưu sĩ mở đầu: "Muôn tâu Thánh thượng, nghe bảo giặc La Mã là những chiến binh tài năng và đã chinh phục được nhiều dân tộc hiếu chiến và quả cảm. Nếu thánh thần phù hộ cho chúng ta chiến thắng được bọn chúng thì chúng ta sẽ sử dụng thắng lợi đó như thế nào". 
"Câu hỏi của Khanh thật dễ trả lời". Pyrros trả lời"Một khi chúng ta đã tiêu diệt được lũ giặc La Mã thì sẽ không có bất kỳ một thành phố Hy Lạp hay là man rợ nào trên toàn cõi Ý dám chống lại chúng ta".
Cineas ngừng lời, rồi lại hỏi: "thế sau khi đã có Ý, chúng ta sẽ làm gì nữa"
"Sicilia, một hòn đảo giàu có, sẽ dễ chiếm thôi".Pyrros trả lời
Mưu sĩ Cineas tiếp:"Điều Ngài nói có thể thật hoàn hảo, nhưng liệu việc chiếm được đảo Sicilia có thể chấm dứt được chiến tranh không?"
Đến lúc đó xứ Carthage và châu Phi sẽ nằm trong tầm ngắm", Pyrros nói,"Một khi đã chiếm được những chỗ đó, thì còn ai trên đời này dám chống lại chúng ta nữa?"
"Chắc chắn là không có ai rồi" Cineas nói "thế sau đó, chúng ta sẽ làm gì"?
Pyrros không ngời mình bị dẫn dắt theo lối này nên ông nói: "Sau đó thì, Ceneas thân mến ạ, chúng ta sẽ nghỉ ngơi, uông rượu cả ngày và giải trí với những cuộc đàm đạo thú vị."
" Vậy điều gì ngăn cản chúng ta làm việc đó ngay bây giờ"? Cineas hỏi "Chúng ta đã có đủ mọi thứ để hưởng thụ mà không cần đến những công việc nặng nhọc, những đau khổ và hiểm nguy nữa."
Lô gíc của luận giải này làm Pyrros rất bối rối nhưng vua vẫn không muốn từ bỏ những hy vọng lớn lao. Thế rồi, sau khi đánh bại quân La Mã trong trận đánh tại Heraclea vào năm 280 trước Công Nguyên, Pyrros phái Cineas đến thành Rôma để cầu hòa. Nhưng rồi Nghị viện La Mã không chấp thuận, chủ yếu là do một chính khách mù là Appius Claudius Caecus phát biểu bài diễn văn hùng hồn đả kích Cineas, tuyên bố rằng La Mã sẽ không bao giờ đầu hàng. Đây là bài diễn văn chính trị đầu tiên bằng tiếng Latinh, và là nguồn gốc của câu nói "mỗi người đều làm nên vận mệnh của mình" (Latin: quisque faber suae fortunae).
Tuy nhiên, khi về nước Cineas khuyên Pyrros rằng Nghị viện La Mã là tập hợp những ông vua đáng mến và chiến đấu với họ thật chẳng khác gì giao tranh với người Hydra.
Cineas cũng là người có trí nhớ tốt. Trong một ngày sau khi đến thành Rôma, ông đã chào hỏi được mọi Nghị viên và Vệ binh bằng tên của họ.